# Crawford County (Iowa)
Das Crawford County ist ein County im US-amerikanischen Bundesstaat Iowa. Im Jahr 2020 hatte das County 15.525 Einwohner und eine Bevölkerungsdichte von 8,9 Einwohnern pro Quadratkilometer. Der Verwaltungssitz (County Seat) ist Denison.

## Geografie
Das County liegt fast im äußersten Westen von Iowa und ist im Westen etwa 40 km vom Missouri entfernt, der die Grenze Iowas zu Nebraska bildet. Das County hat eine Fläche von 1852 Quadratkilometern, wovon zwei Quadratkilometer Wasserfläche sind.
Durchflossen wird das Crawford County von Nordost nach Südwest vom Boyer River, einem linken Nebenfluss des Missouri. Der westliche Quellfluss des ebenfalls in den Missouri entwässernden Nishnabotna River entspringt im Südosten des Countys.

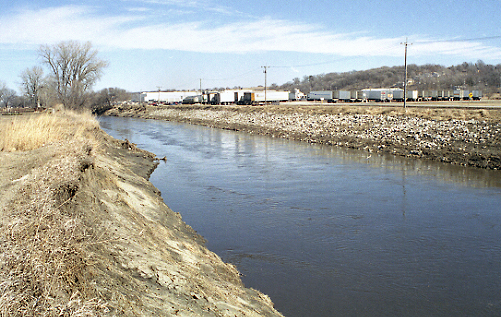
Der Boyer River bei Denison
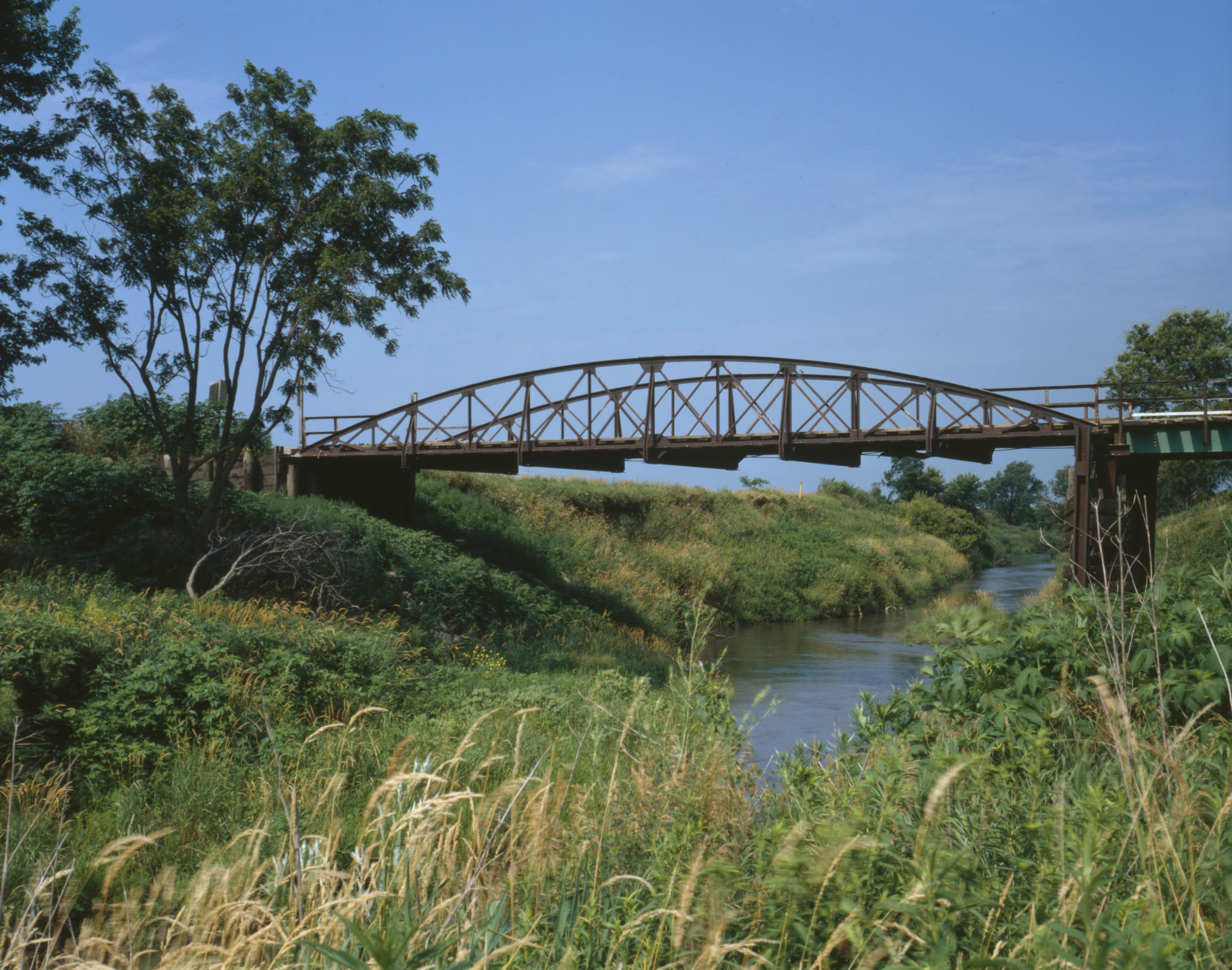
Die Nishnabotna River Bridge, gelistet im NRHP mit der Nr. 99000309

An das Crawford County grenzen folgende Nachbarcountys:
| Woodbury County | Ida County    | Sac County     |
| Monona County   |               | Carroll County |
| Harrison County | Shelby County | Audubon County |

## Geschichte

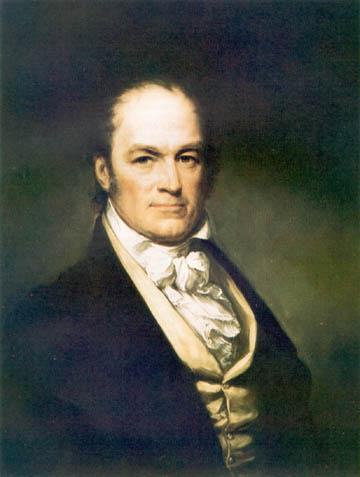
Crawford

Das Crawford County wurde am 1. Januar 1851 aus ehemaligen Teilen des Shelby County gebildet.
Benannt wurde es nach dem früheren Finanz- und Kriegsminister sowie Präsidentschaftskandidaten William Harris Crawford (1772–1834).

Das erste County Courthouse wurde 1857 erbaut. Mit dem Bau des zweiten wurde am 10. November 1903 begonnen. Das erste Geschoss wurde aus Sandstein gebaut, das zweite und dritte Geschoss aus weißen Steinen. Eine grundlegende Restaurierung wurde 1976 durchgeführt,

## Bevölkerung
Nach der Volkszählung im Jahr 2010 lebten im Crawford County 17.096 Menschen in 6537 Haushalten. Die Bevölkerungsdichte betrug 9,2 Einwohner pro Quadratkilometer. In den 6537 Haushalten lebten statistisch je 2,41 Personen.
Ethnisch betrachtet setzte sich die Bevölkerung zusammen aus 82,9 Prozent Weißen, 1,2 Prozent Afroamerikanern, 0,3 Prozent amerikanischen Ureinwohnern, 0,6 Prozent Asiaten sowie aus anderen ethnischen Gruppen; 1,6 Prozent stammten von zwei oder mehr Ethnien ab. Unabhängig von der ethnischen Zugehörigkeit waren 24,2 Prozent der Bevölkerung spanischer oder lateinamerikanischer Abstammung.
26,4 Prozent der Bevölkerung waren unter 18 Jahre alt, 57,3 Prozent waren zwischen 18 und 64 und 16,3 Prozent waren 65 Jahre oder älter. 49,2 Prozent der Bevölkerung war weiblich.
Das jährliche Durchschnittseinkommen eines Haushalts lag bei 42.916 USD. Das Prokopfeinkommen betrug 19.988 USD. 12,3 Prozent der Einwohner lebten unterhalb der Armutsgrenze.

## Ortschaften im Crawford County
Citys
| - Arion - Aspinwall - Buck Grove - Charter Oak - Deloit | - Denison - Dow City - Kiron - Manilla - Ricketts | - Schleswig - Vail - Westside |

Unincorporated Community
- Boyer

## Gliederung
Das Crawford County ist in 20 Townships eingeteilt:
| Township             | Einwohner (2010) | FIPS     |
| -------------------- | ---------------- | -------- |
| Boyer Township       | 186              | 19-90315 |
| Charter Oak Township | 704              | 19-90648 |
| Denison Township     | 8682             | 19-90960 |
| East Boyer Township  | 475              | 19-91107 |
| Goodrich Township    | 322              | 19-91587 |
| Hanover Township     | 192              | 19-91827 |
| Hayes Township       | 229              | 19-91890 |
| Iowa Township        | 274              | 19-92058 |
| Jackson Township     | 145              | 19-92109 |
| Milford Township     | 466              | 19-92928 |

| Township             | Einwohner (2010) | FIPS     |
| -------------------- | ---------------- | -------- |
| Morgan Township      | 207              | 19-93003 |
| Nishnabotny Township | 995              | 19-93114 |
| Otter Creek Township | 1350             | 19-93231 |
| Paradise Township    | 252              | 19-93270 |
| Soldier Township     | 303              | 19-93936 |
| Stockholm Township   | 199              | 19-94017 |
| Union Township       | 820              | 19-94191 |
| Washington Township  | 239              | 19-94482 |
| West Side Township   | 921              | 19-94701 |
| Willow Township      | 135              | 19-94743 |